# Kataster nieruchomości
Kataster (w Polsce powszechnie jako kataster nieruchomości lub hist. kataster gruntowy i budynkowy) – rejestr publiczny o gruntach i budynkach (przedmioty katastru) oraz o ich właścicielach i władających (podmioty katastru).
Najstarszy dokument katastralny w Europie został założony w Anglii w 1086 r. pod nazwą Domesday Book.

## Kataster w Polsce

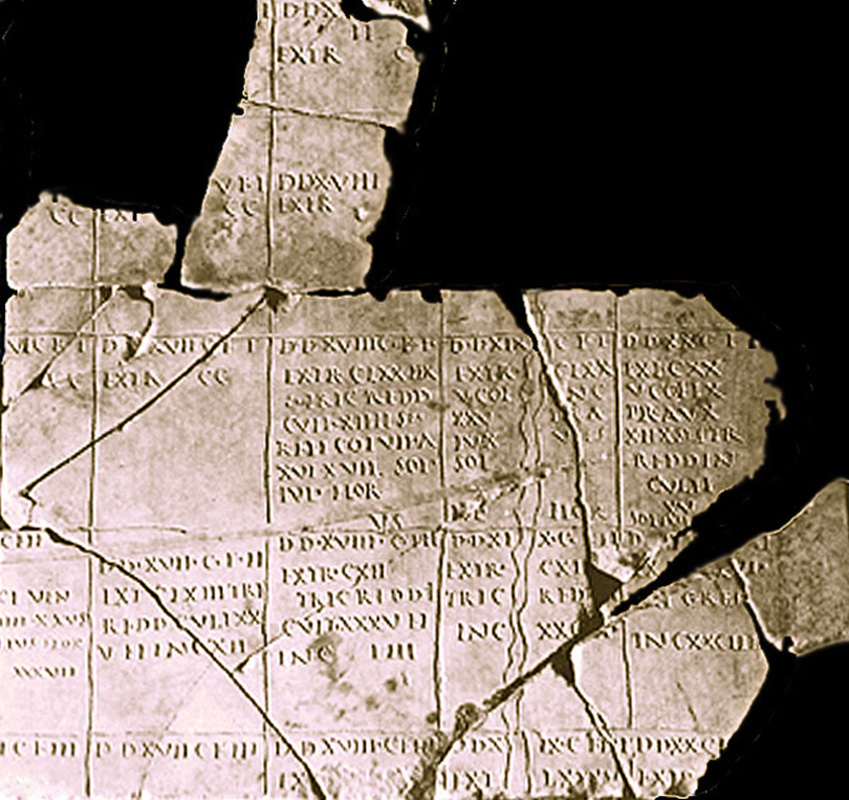
Kataster z czasów rzymskich, Orange, Francja

Pierwszym aktem prawnym regulującym funkcjonowanie katastru w porozbiorowej Polsce był dekret z 1947 r. o katastrze gruntowym i budynkowym, który wprowadzono w miejsce dotychczasowych katastrów: austriackiego (galicyjskiego), pruskiego, zamojskiego i rosyjskiego.
Zgodnie z zapisami dekretu z 1947 r. „kataster to oparty na mapie spis i opis gruntów i budynków, stanowiących odrębny przedmiot własności”. W przytoczonym dekrecie zdefiniowano również celowość funkcjonowania ówczesnego katastru, jako podstawę:
- opisów i planów dla oznaczania nieruchomości przy zakładaniu i prowadzeniu ksiąg wieczystych,
- do zakładania i prowadzenia ksiąg górniczych, wodnych i innych,
- do wymiaru danin, podatków i innych świadczeń publicznych,
- do dostarczania danych w zakresie objętym katastrem dla różnych dziedzin techniki oraz życia społecznego i gospodarczego[3].

Na podstawie dekretu z 1955 r. o ewidencji gruntów i budynków, kataster gruntowy i budynkowy w Polsce przemianowano na ewidencję gruntów i budynków.
Do czasu ponownego przekształcenia ewidencji gruntów i budynków w kataster nieruchomości, pod pojęciem „katastru nieruchomości” rozumie się tę ewidencję, co odzwierciedla również definicja ewidencji gruntów i budynków zawarta w Prawie geodezyjnym i kartograficznym.

## Pierwowzory katastru w Polsce

### Kataster austriacki w ujęciu historycznym
Kataster austriacki powstał 23 grudnia 1817, stanowiąc patent cesarza Franciszka I o podatku gruntowym. Oparty jest na odwzorowaniu Cassiniego-Soldnera (wiernopolowe). Pomiary katastralne zostały oparte na podstawach matematycznych (sieć triangulacyjna, jednolita skala map) i kartograficznych oraz na ogólnej w geodezji zasadzie „od ogółu do szczegółu”. Operat pomiarowy służył celom fiskalnym i innym celom gospodarki. Po realizowanych pod Wiedniem doświadczeniach pomiarowych opracowano metody mierzenia. Do 1897 roku obowiązywał system miar austriackich, potem system miar metrycznych. Dokumentacja tego katastru obejmuje w Polsce następujące ziemie (nazwy współczesne): województwo podkarpackie, małopolskie (bez powiatu olkuskiego i miechowskiego) oraz część śląskiego (powiat cieszyński i bielski).
W jego skład wchodziły mapy katastralne w skali 1:2880 stworzone metodą pomiaru stolikowego. Częścią zawierającą dane opisowe były arkusze posiadłości gruntowych. Dla umożliwienia poruszania się w zbiorach danych istniał skorowidz parcel oraz protokół właścicieli. Na terenie Polski w zasadzie mapy sporządzone były w układzie współrzędnych o punkcie zerowym w miejscu kopca Unii Lubelskiej we Lwowie. Jedynie na nieznacznych południowych obrzeżach istniały mapy w układzie tzw. węgierskim. Do dziś mapy pochodne mapom katastru austriackiego stanowią podstawę dla mapy ewidencji gruntów i budynków, szczególnie na terenie powiatów gorlickiego, żywieckiego, nowotarskiego, zakopiańskiego. W katastrze austriackim mamy trzy układy: układ lwowski z punktem przyłożenia na Wysokim Zamku (Lwów) (obejmował woj. rzeszowskie, krakowskie, bez powiatów miechowskiego i olkuskiego oraz Spisza i Orawy), układ wiedeński – punkt przyłożenia to kościół Św. Szczepana (błędnie określany w literaturze jako św. Stefana ze względu na historyczne problemy z tłumaczeniem w języku polskim) (powiat cieszyński, bielski) oraz układ węgierski – punkt przyłożenia obserwatorium astronomiczne Gallerthy’ego – Budapeszt (Spisz i Orawa). Układ lwowski jest układem prostokątnych płaskich, arkusz triangulacyjny podzielono na 20 części, co daje 20 sekcji szczegółowych map katastralnych o wymiarach 20×25 cali. Ma długość jedna kratka × jedna kratka.
| j.m.                   | Miar | Sążni wiedeńskich² | Łokci wiedeńskich² | metrów² |
| ---------------------- | ---- | ------------------ | ------------------ | ------- |
| 1 morga (niem. 1 Joch) | 3    | 1600               | 6439,02            | 5755    |
| 1 miara                |      | 533 1/3            | 2146,34            | 1918,3  |
| 1 sążeń² wiedeński     |      |                    | 4,02439            | 3,5969  |
| 1 łokieć² wiedeński    |      |                    |                    | 0,89377 |

System parcelowy
Kataster austriacki prowadzony był w systemie parcelowym. Parcela oznaczała tutaj ciągłą część uprawy (użytku gruntowego), paryfikatu lub gruntu wolnego od podatku znajdującego się w tym samym posiadaniu.
Za odrębną parcelę uważano taką, w której:
- poszczególne części wpisane były do różnych ksiąg
- określenie przydatności do jednej całości było utrudnione przez oddzielenie np. skarpą
- nieruchomość stanowiła grupa parcel stanowiących odrębny przedmiot badania.

Opodatkowanie
Podlegały mu wszystkie użytki przydatne do uprawy razem z budynkami.
Zwolnione z podatku były:
- nieurodzajne powierzchnie parcel
- niezagospodarowane jeziora i stawy
- publiczne drogi, ścieżki
- rzeki i kanały
- cmentarze publiczne
- podwórza i obejścia gospodarstw.

Zasady numeracji parcel
- parcele gruntowe z wyjątkiem dróg publicznych i wód otrzymywały kolejną numerację od 1 do n przez wszystkie sekcje szczegółowe
- drogi publiczne i wody otrzymywały dalszą numerację w tym samym ciągu
- parcele budowlane z podwórzami otrzymywały odrębną numerację od 1 do n
- po sprawdzeniu numery parcel utrwalano:
  - czerwony – numery parcel gruntowych, wód i dróg publicznych
  - czarny – numery parcel budowlanych

Skład operatu katastralnego
- część kartograficzna
  - mapa katastralna
  - szkice indykacyjne (sekcje mapy katastralnej pocięte na 4 części i naklejone na karton)
  - manuale (pierwotne szkice polowe)
- część opisowa
  - protokół parcelowy
  - arkusze posiadłości gruntowej
  - wypisy hipoteczne
  - sumariusz

### Kataster pruski w ujęciu historycznym
Mapy w katastrze pruskim
- Mapy pierwotne i pierworysy katastralne – traktowane jak archiwum, nic się na nie nie nanosiło. Mapa pierwotna – mapa opracowana w drodze kopii szpilkowej z map źródłowych (map separacyjnych i innych). Pierworys katastralny – mapa powstała z bezpośrednich pomiarów gruntowych opracowana w związku z zakładaniem katastru gruntowego. Mapy pierwotne i pierworysy katastralne przechowywano w archiwum i traktowano jako dokument archiwalny. Na mapach tych nie były prowadzone żadne prace kartograficzne. Czystorysy mapy katastralnej były pochodną mapy pierwotnej, na nich prowadzono dalsze prace kartograficzne i obliczeniowe wynikające z prowadzenia katastru gruntowego.

- Mapy katastralne – czystorysy
- Mapa uzupełniająca. Mapa pomiaru uzupełniającego – była to zwykle kopia szpilkowa mapy kat (czystorysu), na której wnoszone były wyniki pomiaru uzupełniającego. Jeśli zmiany powodowały nieczytelność mapy lub jeśli zmian nie można było wprowadzić ze względu na zbyt dużą niedokładność, wtedy dodatkowo sporządzano rysunek poboczny w większej skali.
- Mapa separacyjna

Od słowa odłączenia gruntów chłopskich od gruntów dworskich, podziałów wspólnot gruntowych
- Mapa regulacyjna

Geodeta zamierzał to, co chłop użytkował w tym czasie, zamierzał, zapisywał, a potem nadawano na to prawo własności.
Mapy te powstały przy okazji powstawania katastru pruskiego, na przełomie lat 1861–1864
Skale i formaty map w katastrze pruskim
- Formaty map: 1000 × 666, 500 × 666, 500 × 333 – tylko dla map katastralnych
- Skale:
  - podstawowe; 1:2500 i 1:5000
  - dla map pierwotnych; 1:1000, 2000, 3000, 4000
  - dla pierworysów katastrów; 1:1000, 2000
  - dla rysunków pobocznych; 1:2500, 1250, 625

Zasady numeracji parcel w katastrze pruskim
Numeracja tak samo jak w katastrze austriackim, tylko tutaj o podziale działki świadczył licznik arkusza. Parcele numerowane były dla każdego arkusza mapy osobno (potem w ramach obrębu też osobno). Numeracji podlegały grunty, drogi i rowy. Ostatni nr parceli gruntowej podkreślano jednokrotnie, a ostatni na arkuszu mapy (rów, potok) dwukrotnie.
Matrykuła (Mutterrolle)
Oznaczona kolorem zielonym: jest to opis i spis gruntów należących do jednego właściciela, prowadzony według numerów kolejnych nieruchomości rolnych, tzw. artykułów matrykuły (spis i opis wszystkich parcel wchodzących w skład jednej nieruchomości). Czyli artykuł matrykuły zawierał: imię i nazwisko, numery parcel, rodzaj użytku i klasę, powierzchnię parceli, czysty dochód z parceli, ogólną powierzchnię z nieruchomości oraz roczny wymiar podatku.
Księga parcel (Flurbuch)
Jest odpowiednikiem protokołu parcelowego w katastrze austriackim i jest to wykaz numerów wszystkich parcel danej jednostki katastralnej w kolejności arytmetycznej. Zawiera: nr parceli, nr artykułu matrykuły, imię i nazwisko, oznaczenie użytku gruntowego oraz klasę gruntu, pow. parceli, kategorię terenu, nr arkusza mapy, rok wpisu, adnotacje o zmianach. Posiada działy: A – grunty podlegające opodatkowaniu, B – grunty nie podlegające opodatkowaniu, C – grunty publiczne, D – tereny zabudowane (tutaj nie ma opodatkowania).
Księga budynkowa (Gebäudebuch)
Jest to arytmetyczne zestawienie budynków, według nr administracyjnych we wsi. Zawiera: imię i nazwisko, nr artykułu matrykuły, opis tech. budynku, nr i pow. parcel zabudowanych stanowiących podwórza, ogrody, adnotacje o rocznym wymiarze podatku budynkowego.